# Olešnice (Okrouhlice)

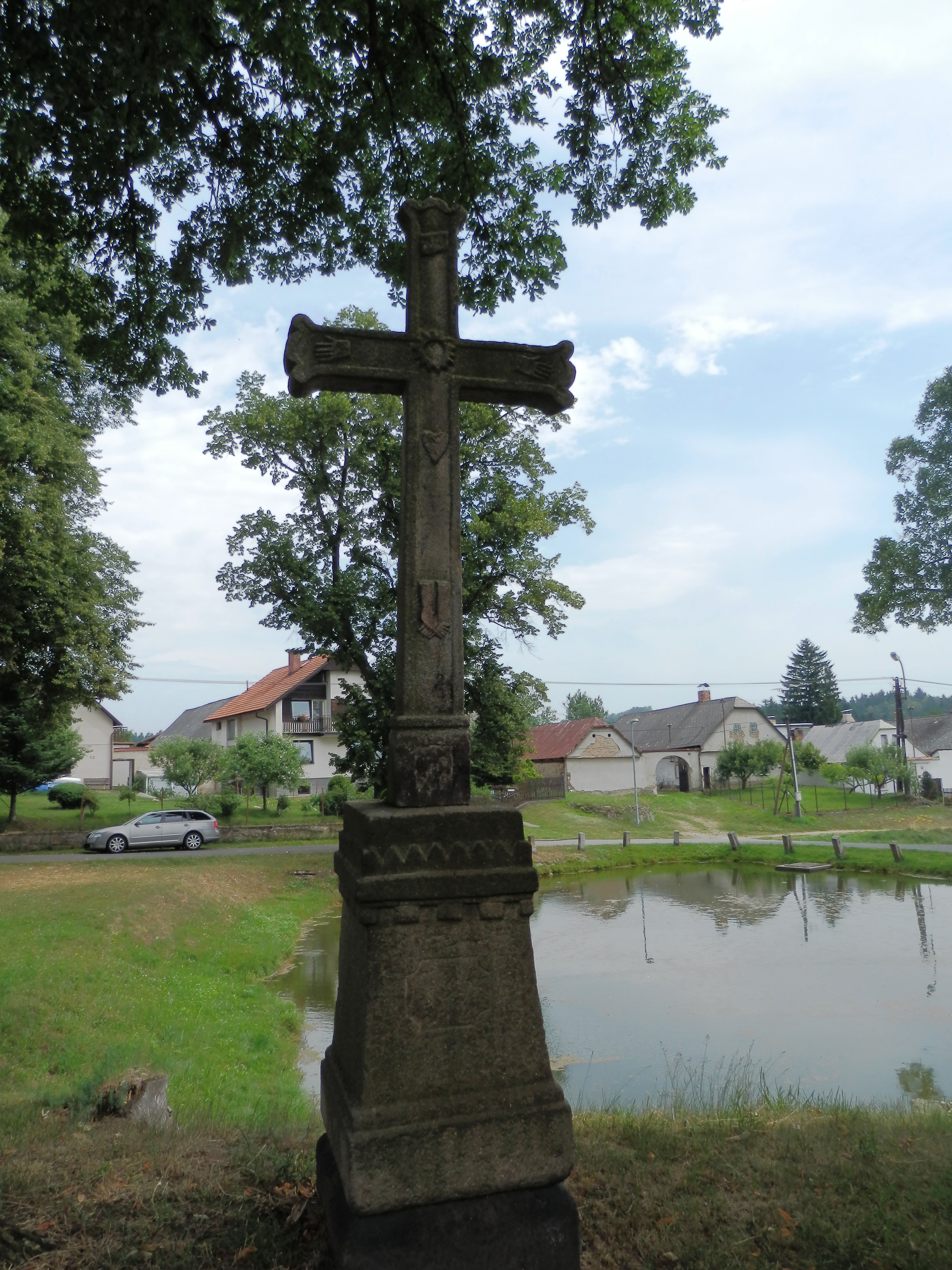
Kreuz auf dem Dorfplatz

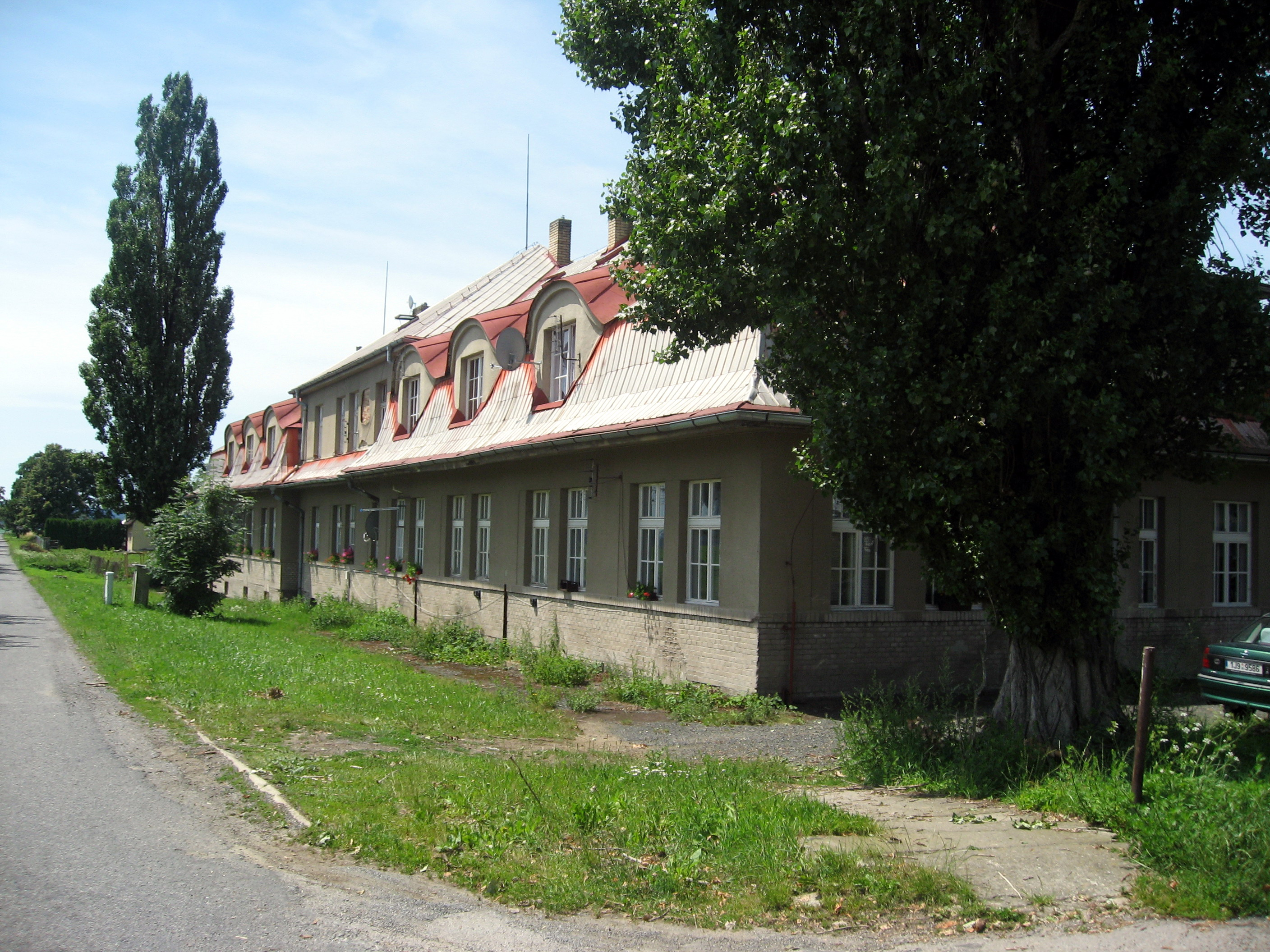
Hof Valečov

Olešnice (deutsch Woleschnitz) ist ein Ortsteil der Gemeinde Okrouhlice in Tschechien. Er liegt acht Kilometer nordwestlich des Stadtzentrums von Havlíčkův Brod und gehört zum Okres Havlíčkův Brod.

## Geographie
Der Rundling Olešnice liegt rechtsseitig über dem Tal des Baches Lučický potok in der Hornosázavská pahorkatina (Hügelland an der oberen Sázava). Gegen Süden und Westen befindet sich das Tal der Sázava. Im Norden erhebt sich der Ostrov (466 m n.m.). Südlich des Dorfes verläuft die Bahnstrecke Znojmo–Nymburk. Nordwestlich liegt das vom Olešnický potok durchflossene Tal Doly, das die Gemarkungsgrenze zu Pohleď bildet.
Nachbarorte sind Dobrá Voda und Janovec im Norden, Potšelovi, Lučice, Chlum, Veselů Mlýn und Valečov im Nordosten, Veselý Žďár im Osten, Okrouhlice im Südosten, Babice im Südwesten, Ředkovský Mlýn und Boroviny im Westen sowie Nová Ves u Světlé, Dobrá nad Sázavou und Pohleď im Nordwesten.

## Geschichte
Das Dorf wurde wahrscheinlich  durch das Benediktinerkloster Wilmzell am Haberner Steig, dessen alte Trasse von Habry über Kněž, Tis, Lučice und Olešnice ins Tal der Sázava führte, angelegt. Schriftliche Überlieferungen aus dieser Zeit bestehen jedoch nicht.
Olešnice wurde 1591 unter den Gütern der Herrschaft Lipnice erstmals erwähnt. Besitzer waren zu dieser Zeit die Herren Trčka von Lípa. Mit der Verlegung des Herrschaftssitzes nach Světlá wurde Olešnice Teil der Herrschaft Světlá. Nach der Ermordung von Adam Erdmann Trčka von Lípa konfiszierte Kaiser Ferdinand II. am 29. März 1634 dessen Güter und die seines Vaters Jan Rudolf Trčka von Lípa; das Konfiskationspatent wurde im Mai 1636 durch den Reichshofrat in Wien bestätigt.
Ferdinand II. ließ die Herrschaft Světlá in landtäflige Güter zerstückeln und verkaufte sie Günstlingen. Olešnice wurde der Herrschaft Habern zugeordnet, die 1636 der kaiserliche General Johann Reinhard von Walmerode auf Nymburk erwarb. Dieser zeigte wenig Interesse an dem neuen Besitz, fand dafür aber keinen Käufer. Im Jahre 1666 kaufte Johanna Eusebia Barbara Zdiarsky von Zdiar die Herrschaft Habry von den minderjährigen Walmerodschen Erben. Die angeheiratete Reichsgräfin Caretto di Millesimo verkaufte Habry 1681 an Johann Sebastian von Pötting und Persing auf Žáky. 1808 verkaufte Adolph von Pötting und Persing die Herrschaft Habern mit den angeschlossenen Gütern Tieß und Zboží an Johann von Badenthal, von dem sie 1814 sein Sohn Joseph erbte.
Im Jahre 1840 bestand das im Caslauer Kreis gelegene Dorf Woleschnitz bzw. Wolessnice aus 30 Häusern, in denen 220 Personen lebten. Zu Woleschnitz konskribiert waren die Einschichten Waleczow (herrschaftlicher Meierhof und Wohnsitz des Kastners) und Wrzakow (eine Mühle). Pfarrort war Lutschitz. Bis zur Mitte des 19. Jahrhunderts blieb Woleschnitz der Herrschaft Habern untertänig.
Nach der Aufhebung der Patrimonialherrschaften bildete Volešnice ab 1849 eine Gemeinde im Gerichtsbezirk Habern. Ab 1868 gehörte der Ort zum Bezirk Časlau. Franz von Puthon, der 1862 die Grundherrschaft Habern mit Tieß und Zboží erworben hatte, verkaufte sie 1869 an Franz Altgraf von Salm-Reifferscheidt-Hainspach auf Světlá. 1869 hatte Volešnice 297 Einwohner und bestand aus 33 Häusern. Im Jahre 1884 wurde die Gemeinde in den Bezirk Deutschbrod und Gerichtsbezirk Deutschbrod umgegliedert. Nach dem Tode des Franz von Salm-Reifferscheidt fiel die Grundherrschaft 1887 seiner Schwester Johanna verw. von Thun und Hohenstein auf Klösterle und Žehušice zu, 1892 erbte ihr Sohn Joseph Oswald von Thun-Hohenstein-Salm-Reifferscheidt den Großgrundbesitz. Im Jahre 1900 lebten in Volešnice 244 Menschen, 1910 waren es 285. Im Jahre 1924 erfolgte die Änderung des Gemeindenamens in Olešnice. 1930 hatte Olešnice 302 Einwohner und bestand aus 48 Häusern. Im Jahre 1964 erfolgte die Eingemeindung nach Okrouhlice. Beim Zensus von 2001 lebten in den 57 Häusern des Dorfes 224 Personen.
Olešnice hat seine historische Ortsstruktur als typischer Rundling bewahrt, auf dem Dorfplatz befindet sich ein Teich. Eine neue Siedlung entstand gegenüber dem alten Dorf auf der anderen Seite des Lučický potok.

## Ortsgliederung
Der Ortsteil Olešnice besteht aus den Grundsiedlungseinheiten Olešnice (Woleschnitz) und Valečov (Waleczow). Zu Olešnice gehört zudem die Einschicht Veselů Mlýn (Wrzakow).
Der Ortsteil bildet den Katastralbezirk Olešnice u Okrouhlice.

## Sehenswürdigkeiten
- Kapelle auf dem Dorfplatz
- Steinernes Kreuz auf dem Dorfplatz
- Jan-Zrzavý-Lehrpfad